# Meriem Bidani
Meriem Bidani, née le 7 juillet 1972, est une taekwondoïste marocaine.

## Carrière
Meriem Bidani est sacrée championne d'Afrique des moins de 60 kg en 1996 à Johannesbourg. Elle remporte en 1999 le tournoi de qualification olympique africain à Johannesbourg dans la catégorie des moins de 67 kg ; elle termine neuvième des Jeux olympiques de 2000 à Sydney.